# Josef Trna
Josef Trna (19. srpna 1954 Boskovice – 6. listopadu 2017) byl český vysokoškolský pedagog a děkan Pedagogické fakulty Masarykovy univerzity. Zabýval se především didaktikou fyziky a přírodovědy. V roce 2016 mu byla za rozvoj oborů na Pedagogické fakultě MU udělena stříbrná medaile Masarykovy univerzity.

## Život
V roce 1989 nastoupil jako asistent na Pedagogickou fakultu Masarykovy univerzity, kde se zabýval didaktikou fyziky. Katedry fyziky následně v letech 1991–1993 vedl. Habilitoval se v roce 1999 v oboru Teorie vyučování fyzice. Odborně se věnoval především didaktice fyziky a didaktice přírodovědy (školní jednoduché experimenty, motivace žáka, diagnostika žáka, žákovské prekoncepce, dovednosti žáků, tvorba videoprogramů).
V letech 1991–1994 byl členem Akademického senátu PdF MU a v letech 1994–1999 byl členem Akademického senátu MU. Od roku 1997 působil i v Radě vysokých škol a v letech 2000–2002 byl předsedou komise pro vzdělávání učitelů v ČR, v letech 2003–2005 působil jako místopředsedou této komise.
Mezi roky 2001–2006 zastával funkci proděkana a v následujících osmi letech funkci děkana Pedagogické fakulty MU (2007–2015). V této době se zaměřil i na oblast kurikulární tvorby (příprava učitelů, vzdělávací standardy, evaluace, interdisciplinarita, učební texty).
Za jeho působení provedla Pedagogická fakulta MU změnu v systému studia. Z původního pětiletého magisterského studia se stalo dělené tříleté a dvouleté navazující magisterské studium. V době jeho působení v pozici děkana došlo k nárůstu počtu studentů na fakultě v návaznosti na vývoj populační křivky a počet studentů se tak oproti roku 2000 zdvojnásobil. Pedagogická fakulta také v této době prošla výraznou modernizací všech učeben.
Po ukončení působení ve vedení Pedagogické fakultě MU v roce 2015 působil na Pedagogické fakultě až do své smrti jako vedoucí Institutu pedagogického vývoje a inovací.

## Osobní život
Jeho manželkou byla doc. RNDr. Eva Trnová, Ph.D., která působí na Katedře pedagogiky Pedagogické fakulty MU a je spoluautorkou některých publikací Josefa Trny.

## Dílo
Josef Trna je autorem devíti odborných knih, 26 kapitol v odborných knihách, 141 článků ve sbornících a 45 článků v odborných periodikách.